# Andes nexus
Andes nexus är en insektsart som först beskrevs av Walker 1857.  Andes nexus ingår i släktet Andes och familjen kilstritar. Inga underarter finns listade i Catalogue of Life.